# Hrabstwo Stark (Dakota Północna)

Piramida wieku hrabstwa

Hrabstwo Stark (ang. Stark County) to hrabstwo w stanie Dakota Północna w Stanach Zjednoczonych. Hrabstwo zajmuje powierzchnię 3 471,78 km². Według szacunków United States Census Bureau w roku 2006 liczyło 22 167 mieszkańców. Siedzibą administracji hrabstwa jest miasto Dickinson.

## Miejscowości
- Belfield
- Dickinson
- Gladstone
- Richardton
- South Heart
- Taylor